# Гендриков, Александр Степанович
Граф Александр Степанович Гендриков  (30 августа 1859 — 8 мая 1919) — гвардии полковник в отставке, учредитель и член Главного совета Союза Русского Народа (СРН), председатель царскосельского отдела союза.

## Биография
Родился 30 августа 1859 года. Происходил из графского рода Гендриковых. Сын обер-форшнейдера графа Степана Александровича и Ольги Игнатьевны, урожденной Шебеко. Внук коннозаводчика А. И. Гендрикова, правнук генерала Ф. И. Шебеко, племянник сенатора Н. И. Шебеко, двоюродный брат Анастасии Гендриковой.
По окончании курса в Александровском лицее в 1880 году причислен к министерству внутренних дел. 30 апреля 1881 года поступил юнкером в Кавалергардский полк.
1 апреля 1882 года произведен в корнеты. В 1884 году он был прикомандирован к 1-му военно-телеграфному парку для обучения телеграфирования. 28 мая 1886 года командирован в распоряжение командующего войсками Иркутского военного округа и произведен в поручики. 18 мая 1887 года зачислен в запас гвардейской кавалерии и назначен чиновником для особых поручении Иркутского губернского управления.
В 1888 году переведен в распоряжение варшавского генерал-губернатора. В 1899 году в чине штабс-ротмистра определен в Орденский драгунский полк, с назначением адъютантом к командиру 15 корпуса. В 1890 году назначен адъютантом к командующему войсками Одесского военного округа.
В 1891 году отчислен в полк и назначен адъютантом к командиру 1 корпуса, в 1892 году снова к командиру 15 корпуса, а в 1895 году к командиру 14 корпуса и переведен в Митавский драгунский полк. В 1896 году произведен в ротмистры, с зачислением по армейской кавалерии. 20 марта 1900 года уволен в отставку по домашним обстоятельствам в чине подполковника с мундиром. Гендриков был в числе учредителей СРН. К 1910 был членом Главного совета Союза.

## Семья
Первым браком был женат на дочери полковника Власова Евгении Григорьевне; от неё имел дочь Марию (1891—1905). После развода женился на Софье Владимировне (1871—1957), дочери генерал-лейтенанта В. Н. Хлебникова. В этом браке имел сыновей Георгия и Николая, которые после революции обосновались в Германии. Дочь от второго брака Софья (1906-1998) жила в Париже с мужем Георгием Гартингом (1899-1972), главой французского Объединения русской молодёжи.

## Труды
- Собрание политических заметок. 1906—10. Царское Село, 1912.